# Derek Dietrich
Pour les articles homonymes, voir Dietrich.
Derek Richard Dietrich (né le 18 juillet 1989 à Cleveland, Ohio, États-Unis) est un joueur de deuxième but des Ligues majeures de baseball évoluant avec les Marlins de Miami.

## Carrière
Derek Dietrich est un choix de troisième ronde des Astros de Houston en 2007 mais ne signe pas avec le club et s'engage plutôt à Georgia Tech. Joueur des Yellow Jackets de cette institution, Dietrich signe chez les Rays de Tampa Bay qui le repêchent en 2e ronde en 2010. Il atteint en 2012 le niveau Double-A des ligues mineures dans l'organisation des Rays avant d'être échangé aux Marlins de Miami le 4 décembre 2012 en retour de l'arrêt-court Yunel Escobar.
Dietrich fait ses débuts dans le baseball majeur avec Miami le 8 mai 2013. À son premier passage au bâton, il réussit son premier coup sûr, aux dépens du lanceur Jason Marquis des Padres de San Diego. Le 10 mai, il frappe contre Matt Magill des Dodgers de Los Angeles son premier coup de circuit.

## Vie personnelle
Le grand-père de Derek Dietrich est Steve Demeter (1935-2013), un joueur de troisième but qui évolua dans les Ligues majeures de baseball en 1959 et 1960,.